# Transvestitski fetišizam
Transvestitski fetišizam je seksualni fetišizam u kome fetiš predstavlja odjeća suprotnog spola, odnosno njeno nošenje. Smatra se jednim od najčešćih oblika cross-dressinga, sam izraz se uglavnom koristi u psihijatriji. Suprotnost transvestitskom fetišizmu se naziva homeovestizam - gdje osoba nalazi seksualnu gratifikaciju kada nosi odjeću amblematsku za vlastiti spol.
Transvestitski fetišizam je mentalno oboljenje iz grupe parafilija, te je u Međunarodnoj klasifikaciji bolesti Svjetske zdravstvene organizacije svrstana u grupu "Poremećaji spolne sklonosti", sa šifrom bolesti F64.1.
Oboljenje se razvija uglavnom kod heteroseksualnih muškaraca, koji se u kasnom djetinjstvu upuštaju u snažne erotske fantazije usmjerene na impersoniranje ženskih osoba, praćene učestalim samozadovoljavanjem. U nekim slučajevima seksualno uzbuđenje s vremenom postaje manje važan dio fenomena. U mnogim slučajevima transvestitizam ne stvara emocionalne tegobe ili socijalne probleme; kada se njihov partner protivi njihovoj potrebi, ove osobe mogu osjećati tjeskobu, utučenost, krivnju i sram zbog svoje želje da se oblače u odjeću suprotnog spola. Većina transvestita ne traži medicinsku pomoć; kada je traže, psihoterapija je usmjerena na suočavanje s aktualnim stanjem i prilagođavanje obrazaca ponašanja kako bi se izbjegle riskantne situacije.
U drastičnim slučajevima, može fetišistički transvestitizam s vremenom prerasti u transseksualnost